# 馬城文雄
馬城 文雄（まのしろ ふみお、1953年3月3日 - ）は、日本の実業家。日本製紙株式会社代表取締役前社長。元日本製紙連合会会長。

## 人物・経歴
熊本県出身。熊本県立八代高等学校を経て、1975年九州大学農学部卒業、十條製紙（現日本製紙）入社。2000年日本製紙石巻工場原材料部長。2001年原材料本部林材部長兼海外植林推進室長。2006年取締役原材料本部長代理兼林材部。2007年取締役八代工場長。2009年取締役原材料本部長。2010年常務取締役原材料本部長。2012年常務取締役企画本部長。2014年から代表取締役社長を務め、洋紙の需要減退への対応にあたった。2016年日本製紙連合会会長。